# Parhélie

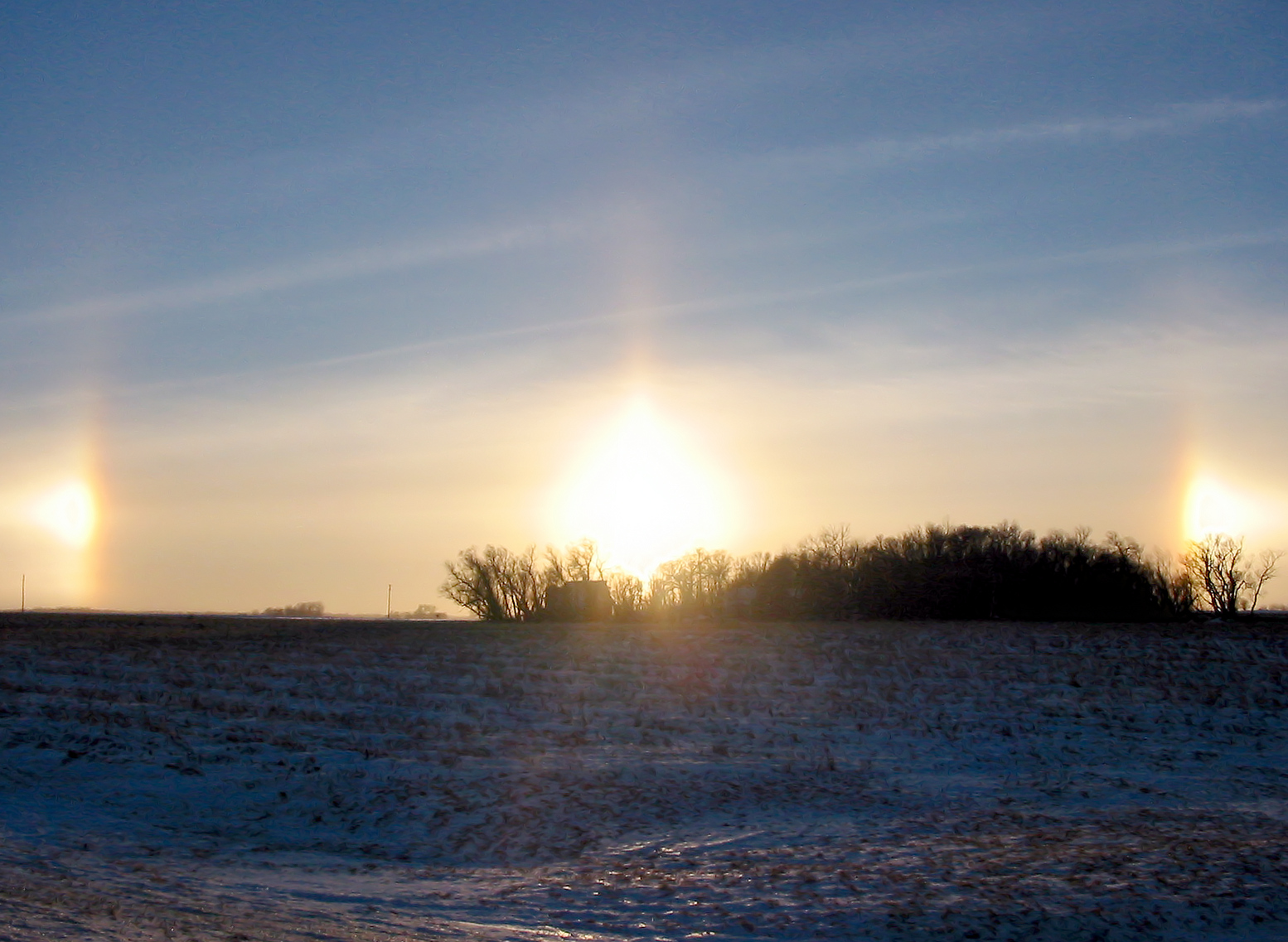
Parhélie observé à New Ulm, Minnesota (États-Unis) en janvier 2005

Un parhélie, également appelé « faux soleil », « soleil double », « œil de bouc » ou « chiens du soleil », est un photométéore, c'est-à-dire un phénomène optique atmosphérique, lié à celui du halo solaire, consistant en l'apparition de deux répliques de l'image du soleil, placées horizontalement de part et d'autre de celui-ci. En montagne, au-dessus des nuages, les répliques peuvent apparaître comme des reflets du soleil sur une mer de nuages.
Le terme est parfois utilisé, dans un sens figuré, pour décrire le pâle reflet, le double amoindri, de quelque chose ou de quelqu'un : « [...] car la langue n'est qu'un portrait de l'homme, une espèce de parhélie qui répète l'astre tel qu'il est » ; « Le mari d'aujourd'hui n'est que le parhélie de cet amant rêvé qui doit luire demain. »
Ce phénomène est présent, aux sens propre et figuré, dans l'avant-dernier poème du cycle Le voyage d'hiver de Wilhelm Müller mis en musique par Franz Schubert : Die Nebensonnen, dont le premier vers (J'ai vu briller trois soleils dans le ciel) oriente la méditation du voyageur solitaire (Hélas, vous n'êtes pas mes soleils !).

## Description

1 Petit halo à 22°, 2 Parhélies, 3 Colonne lumineuse, 4 Cercle parhélique, 5 Arc circumzénithal, 6 Arcs tangents, 7 Grand halo à 46°, 8 Anthélie

Le mot est issu du grec ancien παρά [para], « auprès », et ἥλιος [hélios], « soleil », un parhélie est une partie du phénomène de halo solaire, auquel il est associé, mais qui est souvent très partiellement ou pas du tout visible. La durée de son apparition varie de quelques secondes à plusieurs dizaines de minutes. Le phénomène consiste essentiellement en l'apparition de deux images lumineuses, aux couleurs du spectre solaire, éloignées de l'astre d'une distance angulaire comprise entre 22° (petit halo) et 46° (grand halo). Elles sont placées de part et d'autre du Soleil, sur une ligne horizontale appelée cercle parhélique, qui peut être apparent.
Plus le Soleil est haut dans le ciel, plus les parhélies sont éloignés du halo central. L'ordre des couleurs est celui du spectre de la lumière, identique à celui produit dans les arcs-en-ciel, le rouge étant orienté vers le Soleil, les autres couleurs étant assez diffuses et parfois suivies d'une queue de lumière blanche pouvant atteindre un arc de 10 à 20°. Cette lumière blanche peut être si brillante qu'elle donne l'impression de répliques du Soleil. Il arrive fréquemment qu'un seul des deux parhélies soit visible.

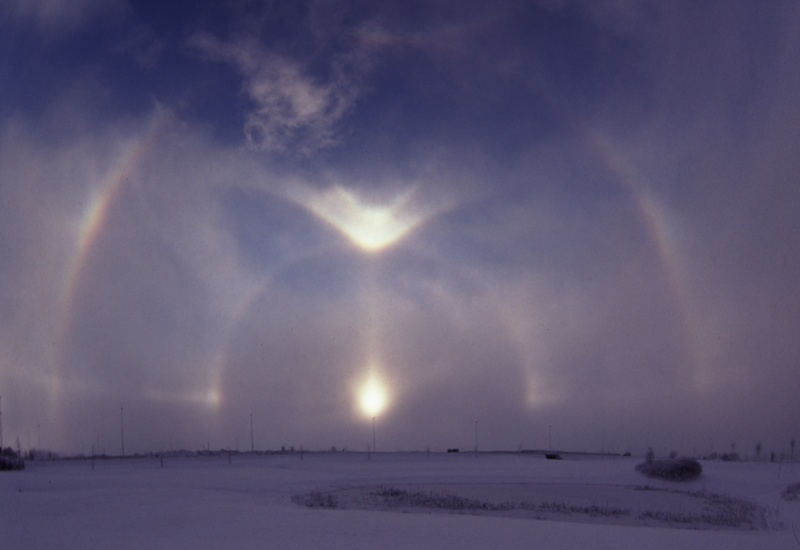
Halo solaire complet.
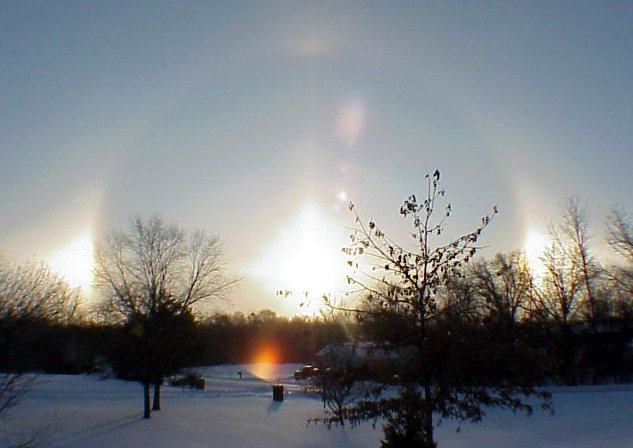
Parhélies, petit halo et colonne lumineuse.
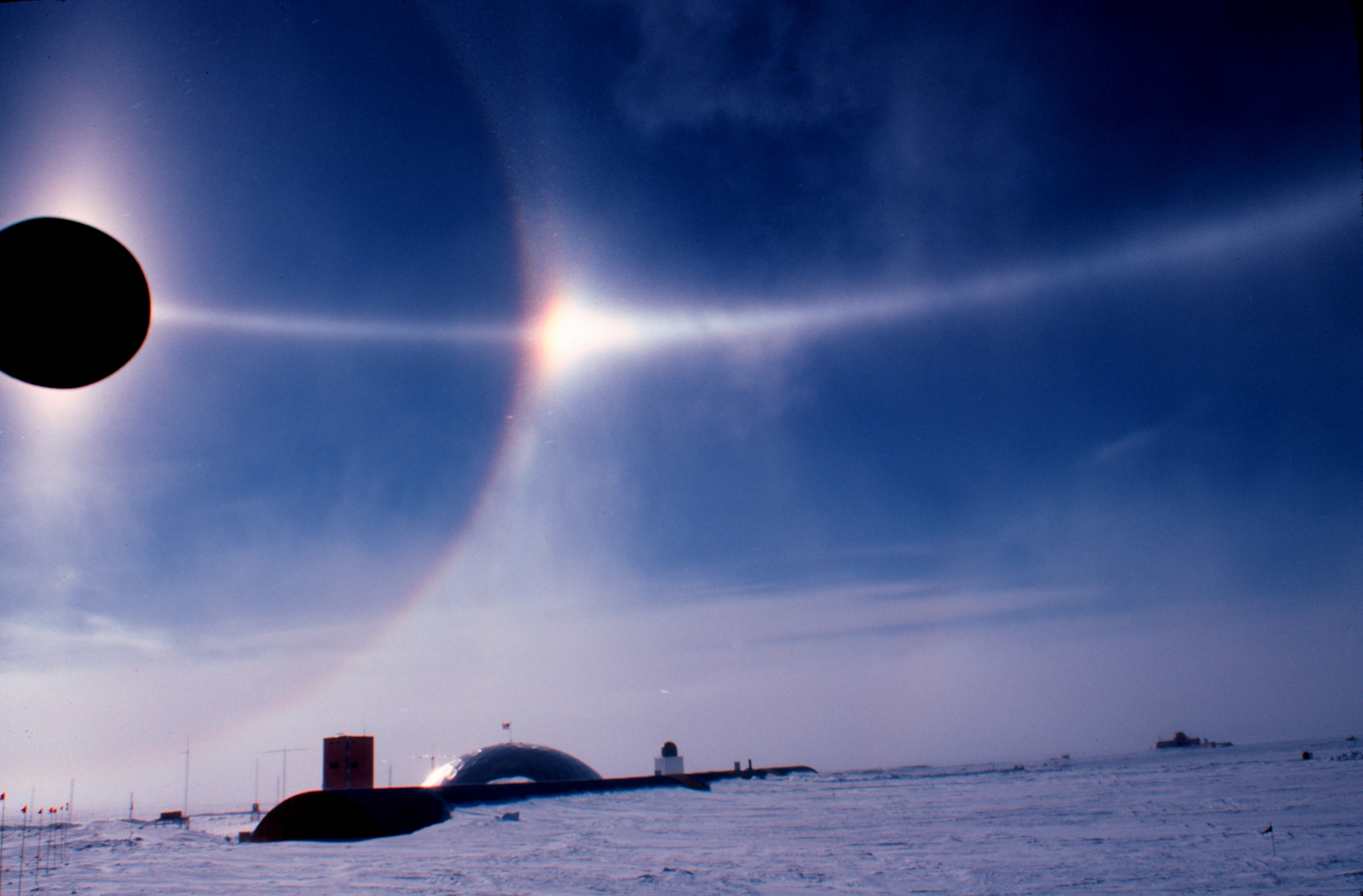
Parhélie, cercle parhélique et petit halo.
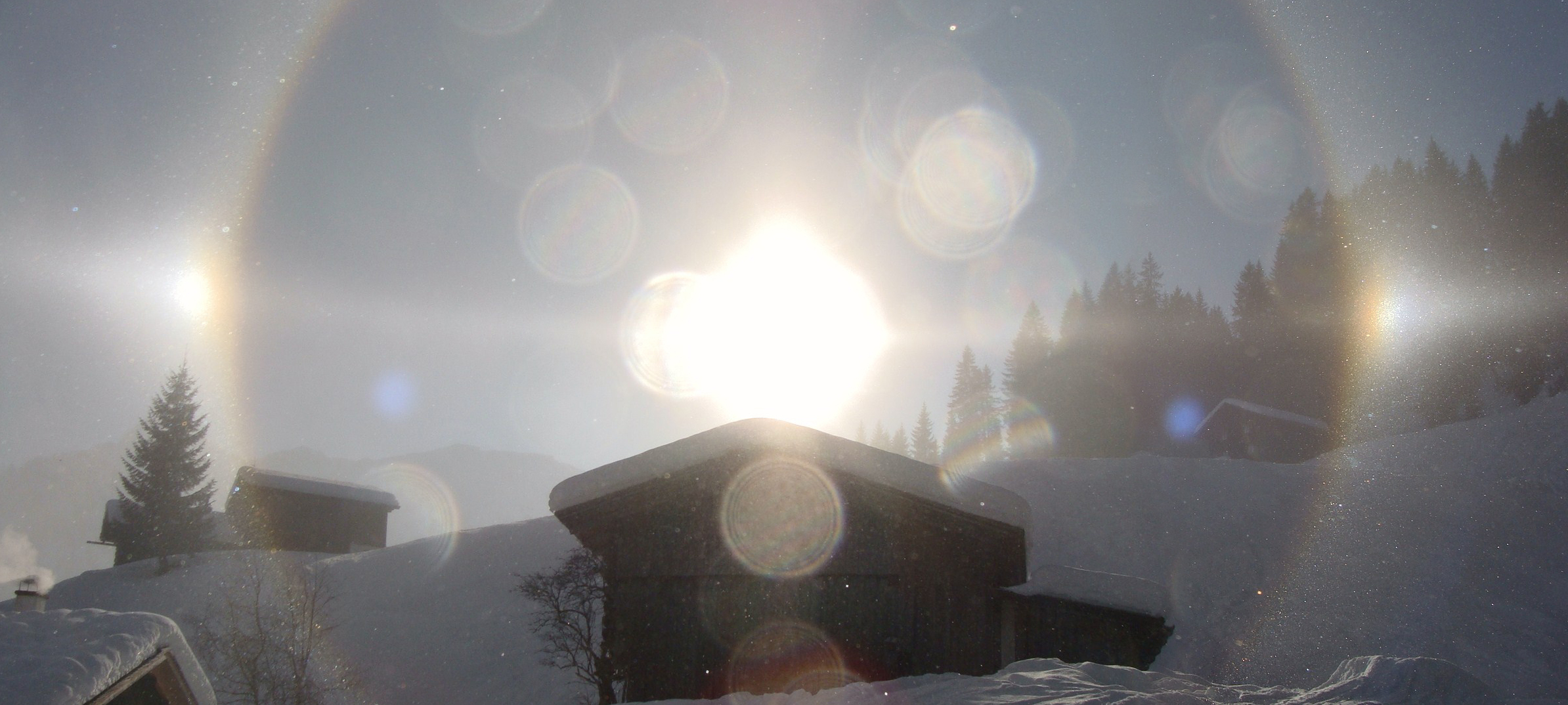
Lorsque le soleil est haut, les parhélies sont nettement détachés du petit halo.
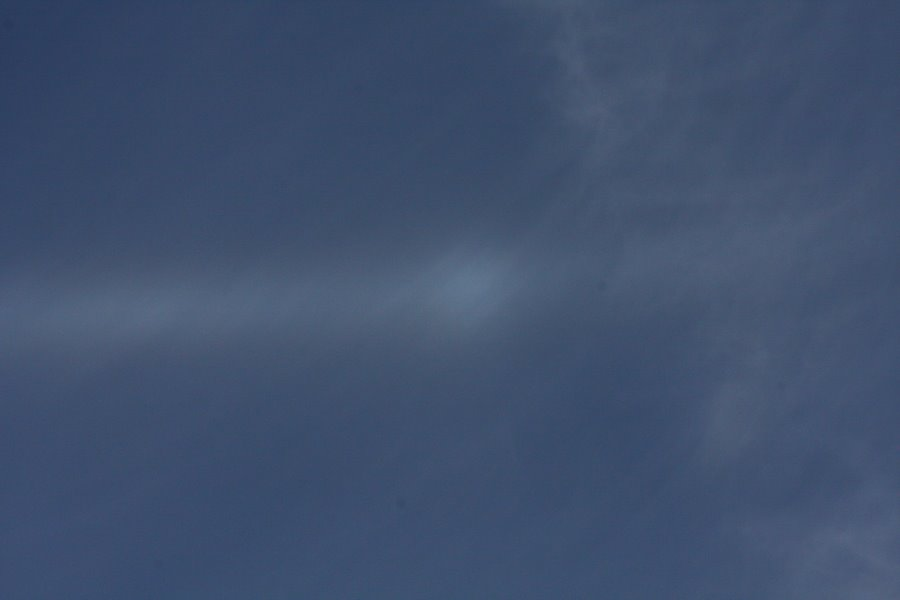
Paranthélie à 120° du soleil sur le cercle parhélique.
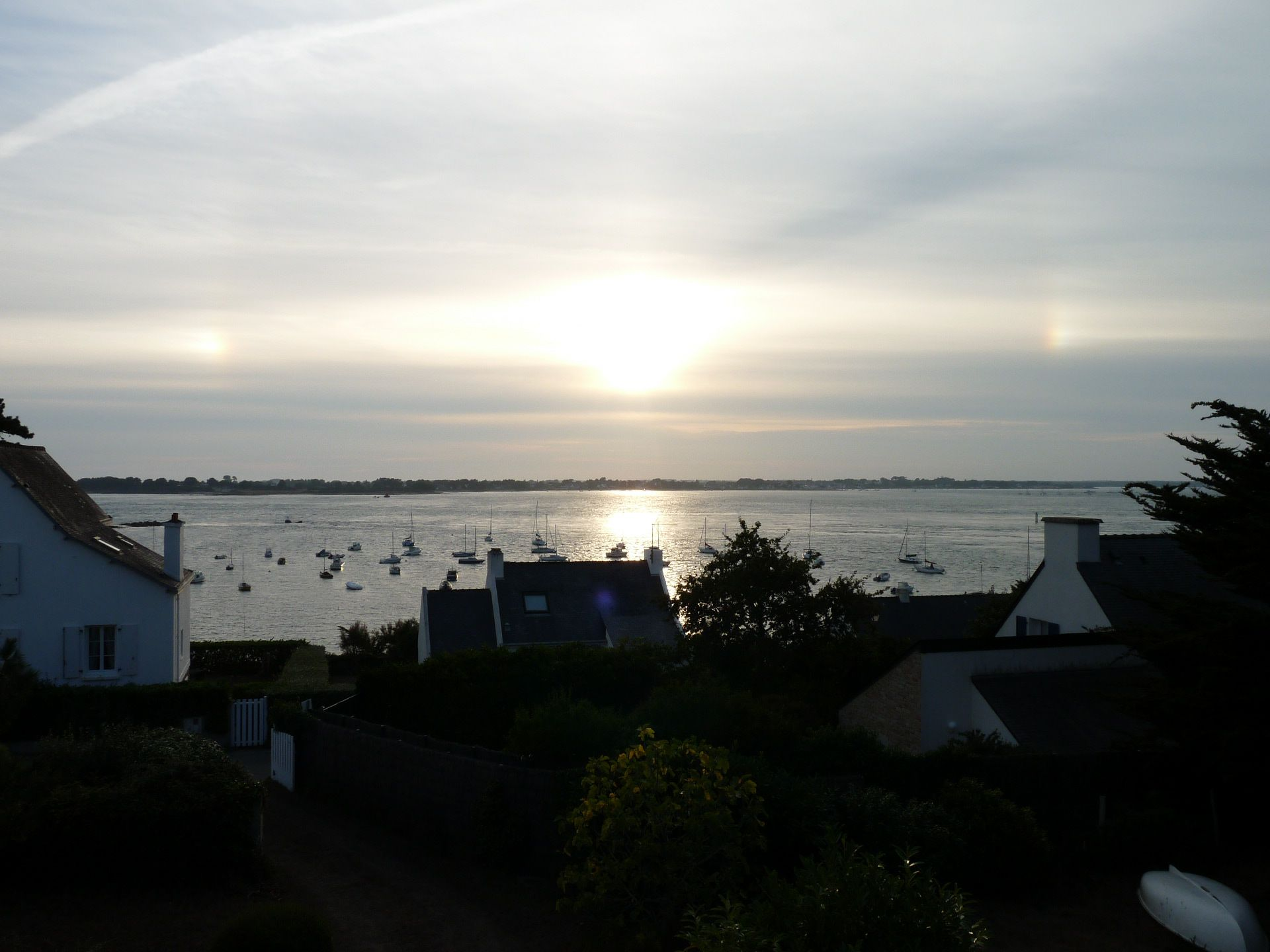
Photographie d'un parhélie prise le 16 août 2010, à 20 h 39, à l'entrée du golfe du Morbihan (commune d'Arzon).
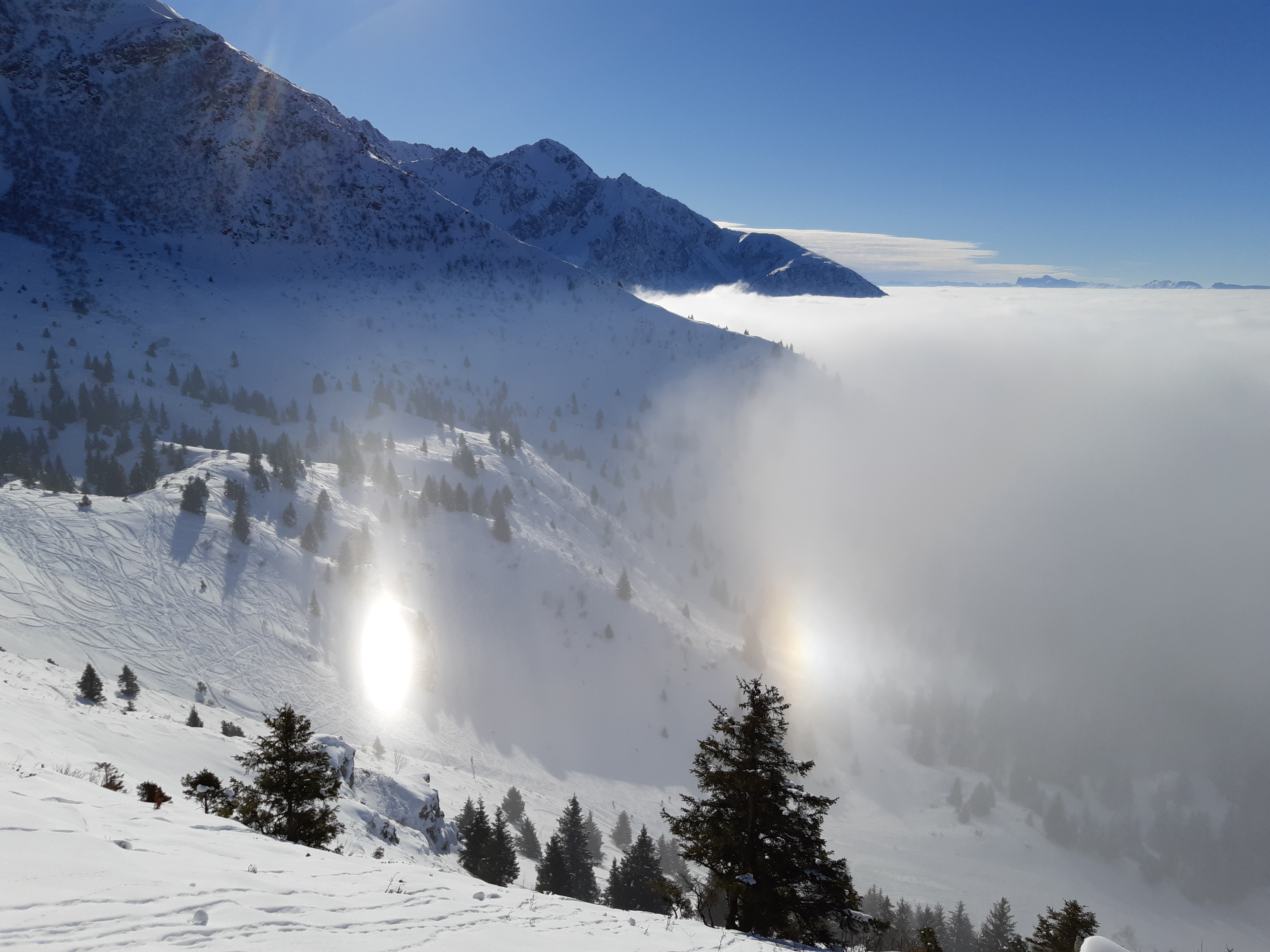
Parhélie sur une mer de nuages.

## Principe

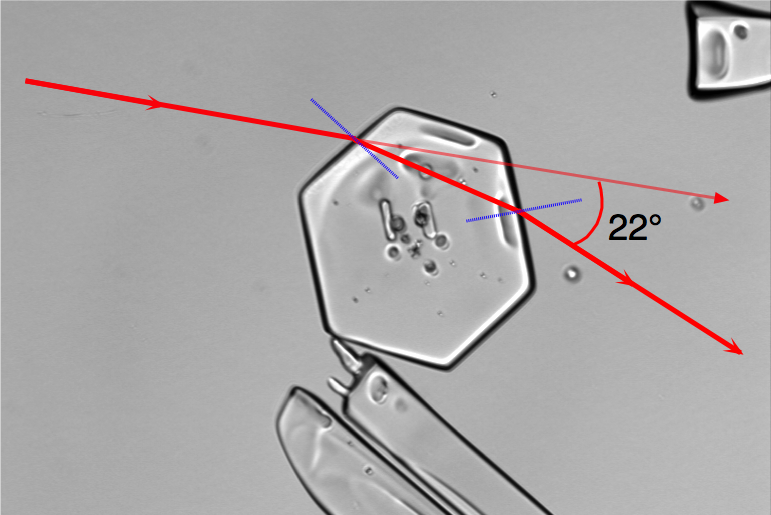
Déviation de 22° d'un rayon lumineux traversant un cristal de glace hexagonal.

Le phénomène se produit lorsque le Soleil est assez bas sur l'horizon et que l'atmosphère est chargée de cristaux de glace présents dans les nuages de haute altitude (dans la haute troposphère) appelés cirrus ou cirrostratus. Il est plus fréquent dans les régions polaires, car de nombreux nuages bas y sont, eux aussi, chargés de particules de glace ; cependant il est loin d'être rare (si moins complet) aux latitudes comme celle de la France métropolitaine. Les cristaux se constituent naturellement dans les nuages suivant une symétrie hexagonale, en prenant la forme d'un prisme allongé, ou bien d'une plaque hexagonale ou d'une étoile à six branches aplatie. Durant leur chute, en régime de Stokes ou à la limite de ce régime, ces particules, qui présentent des angles tous égaux à 60° ou 120°, peuvent s'orienter spontanément dans la même position et forment alors un réseau de prismes qui reflète et réfracte la lumière solaire. Lorsque la lumière traverse des cristaux entre faces formant entre elles un angle de 60°, le minimum de déviation est de 22°, ce qui conditionne la dimension apparente du halo principal, ou petit halo. Les parhélies sont situés à ce même angle de part et d'autre du soleil lorsque celui-ci est sur l'horizon, et s'en écartent d'autant plus qu'il est haut dans le ciel. L'observation d'arc circumzénithaux n'est pas rare non plus, mais on ne les remarque, par définition, qu'en regardant au zénith.

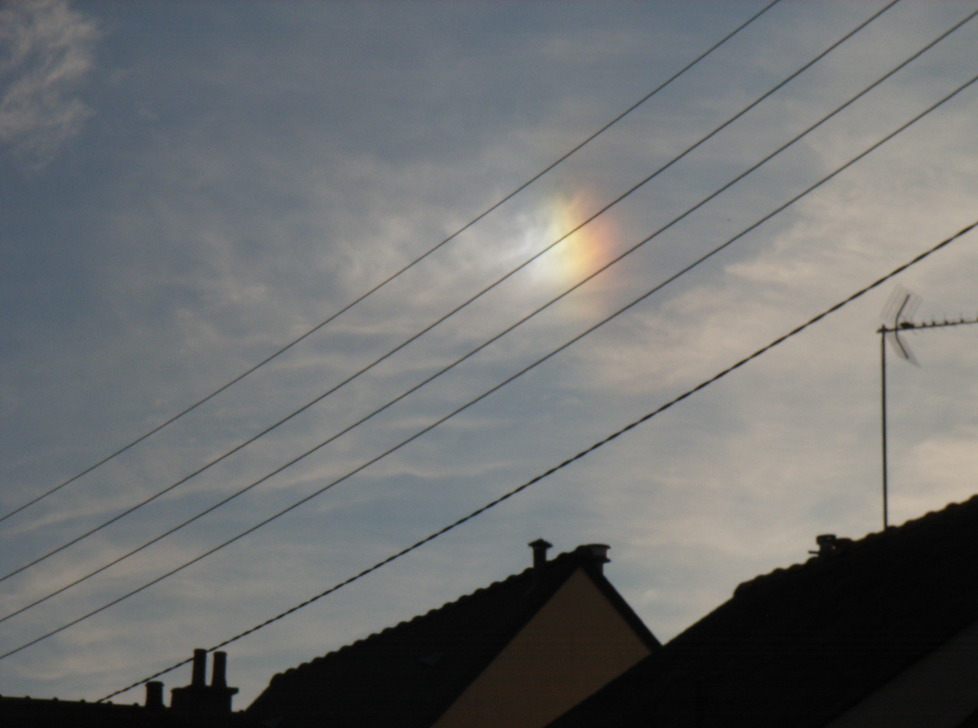
Faux soleil irisé au-dessus de Rennes (octobre 2007). Le soleil est à droite, en dehors de l'image.
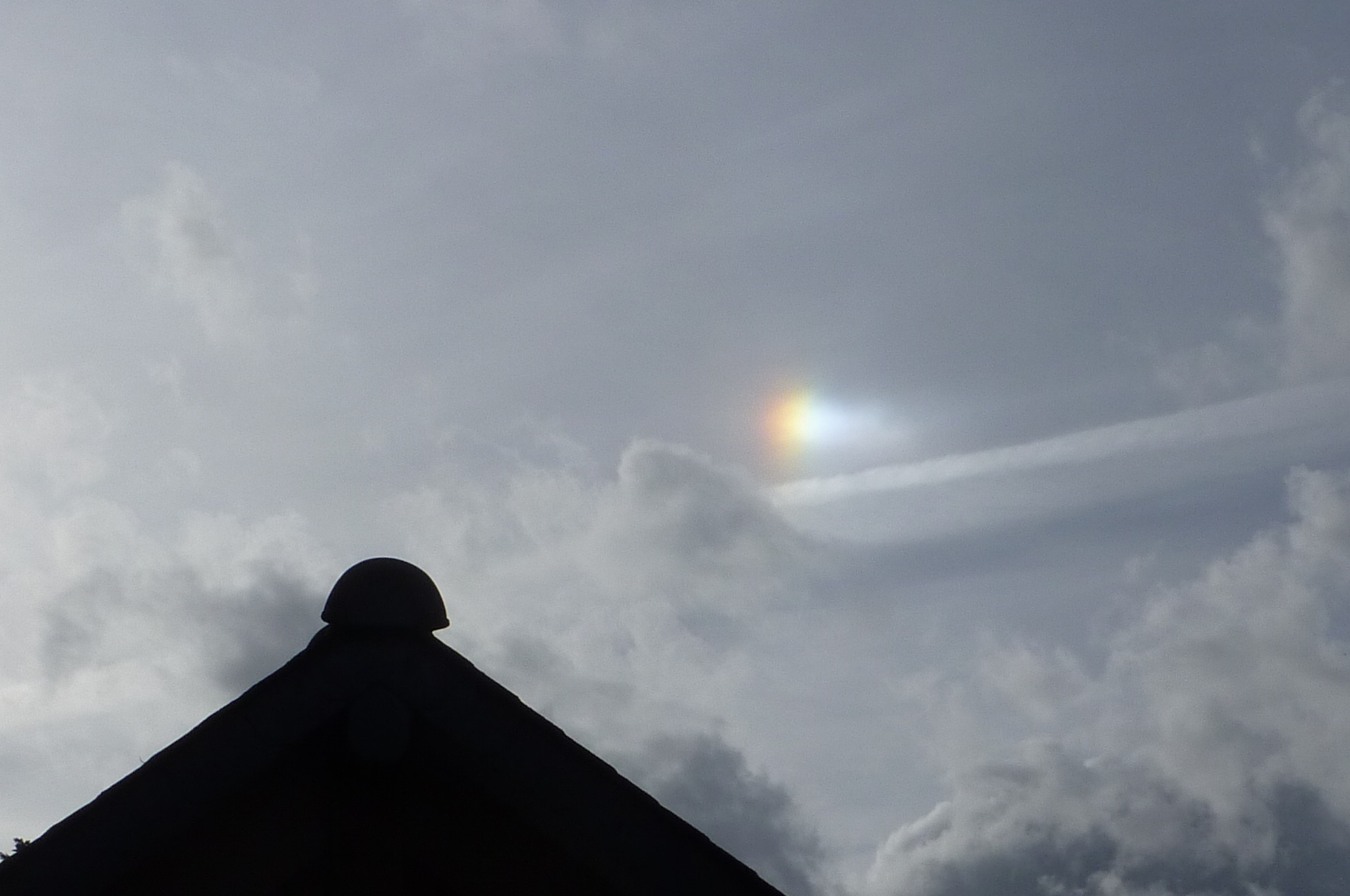
Autre faux soleil.
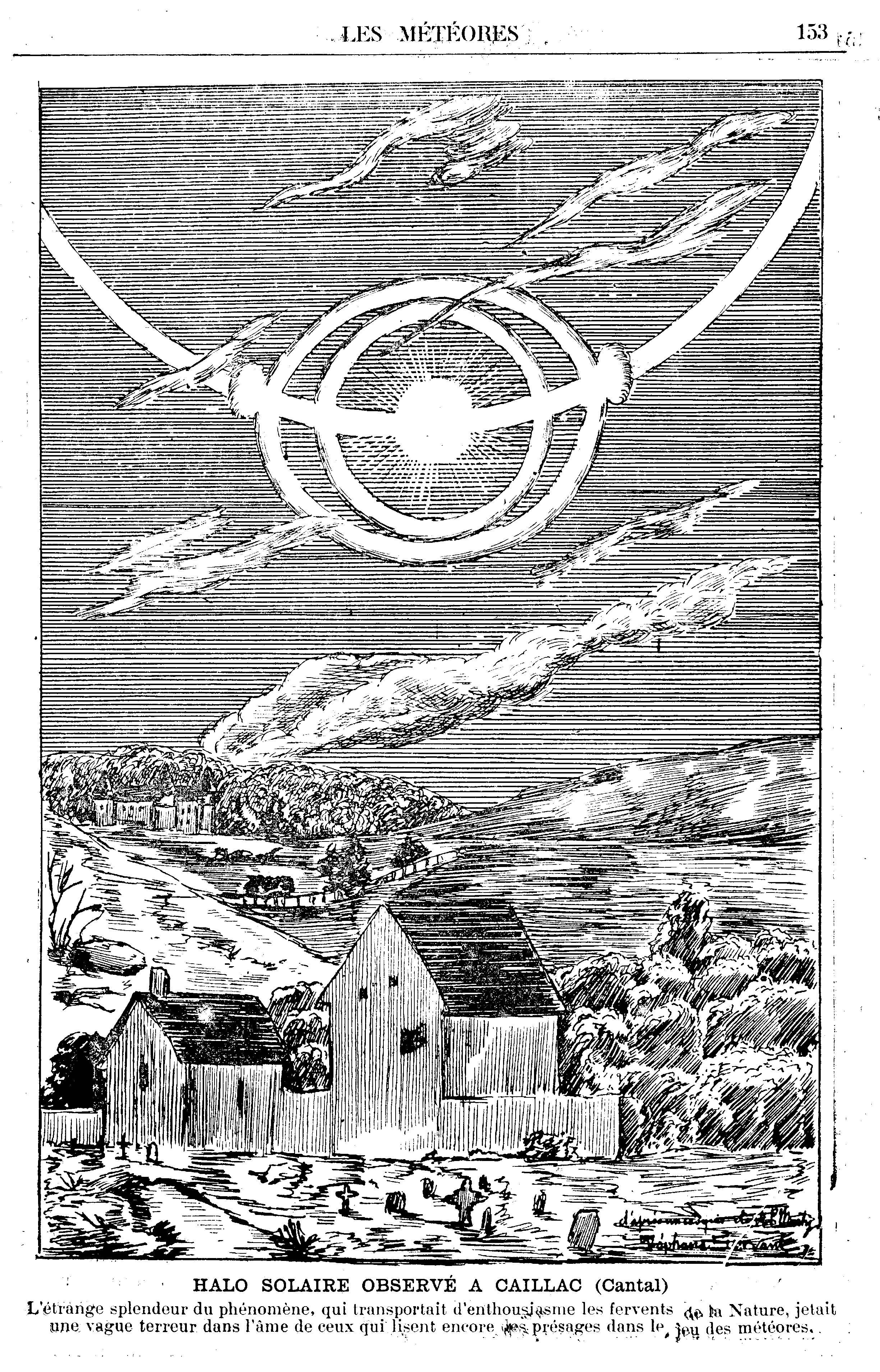
Parhélie de Caillac, Cantal, 1891.
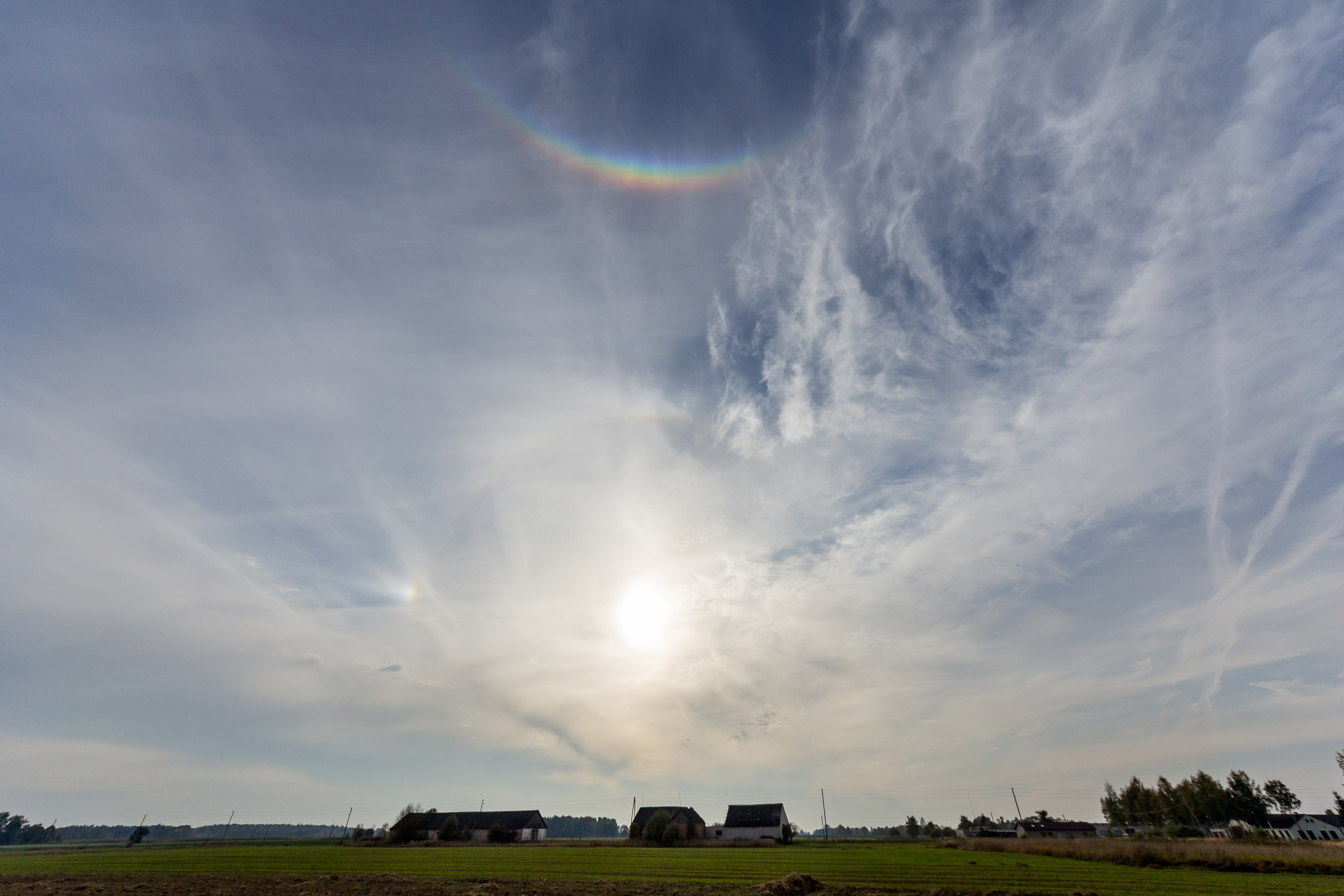
Arc circum zénital.

### Paranthélies et parhélies secondaires
Des images similaires, dénommées paranthélies, apparaissent plus rarement sur le cercle parhélique, à 120° (ou 90°) du soleil, dénués de coloration. Des parhélies secondaires plus pâles peuvent exceptionnellement apparaitre à 44° du soleil. Ce sont en sorte des « parhélies de parhélies », la lumière solaire traversant consécutivement deux cristaux de glace.
Le phénomène se produit également sur certains nuages isolés, faisant apparaître soit un parhélie, lorsqu'un nuage se trouve au bon endroit sur le cercle parhélique, soit une courte section de halo irisée, comparable à un fragment d'arc-en-ciel. Depuis la généralisation, au milieu du XXe siècle, d'avions volant à haute altitude, il arrive que ce météore se forme sur les traînées de condensation, les cristaux de glace étant alors créés artificiellement par le passage des appareils.

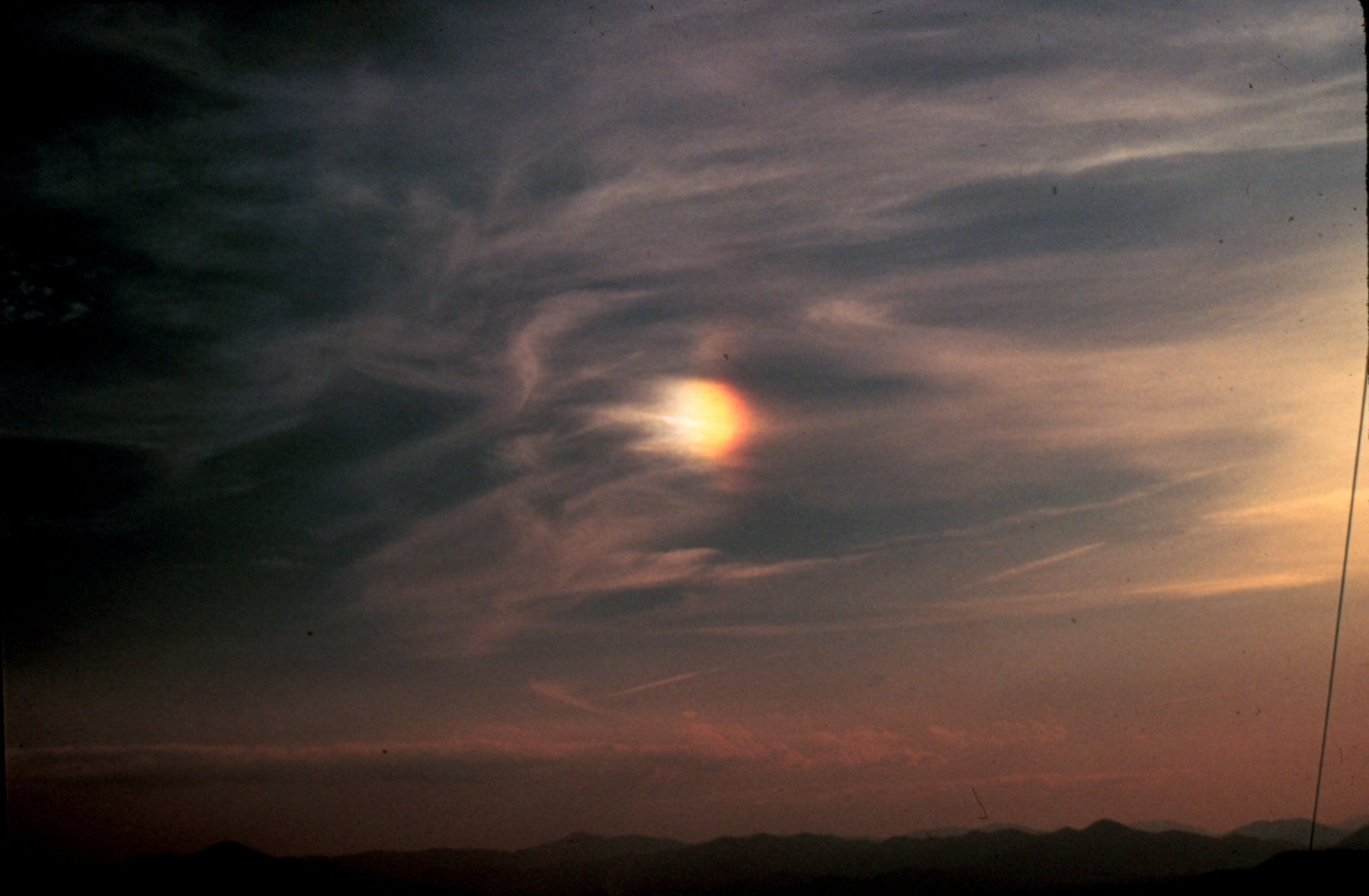
Parhélie isolé.
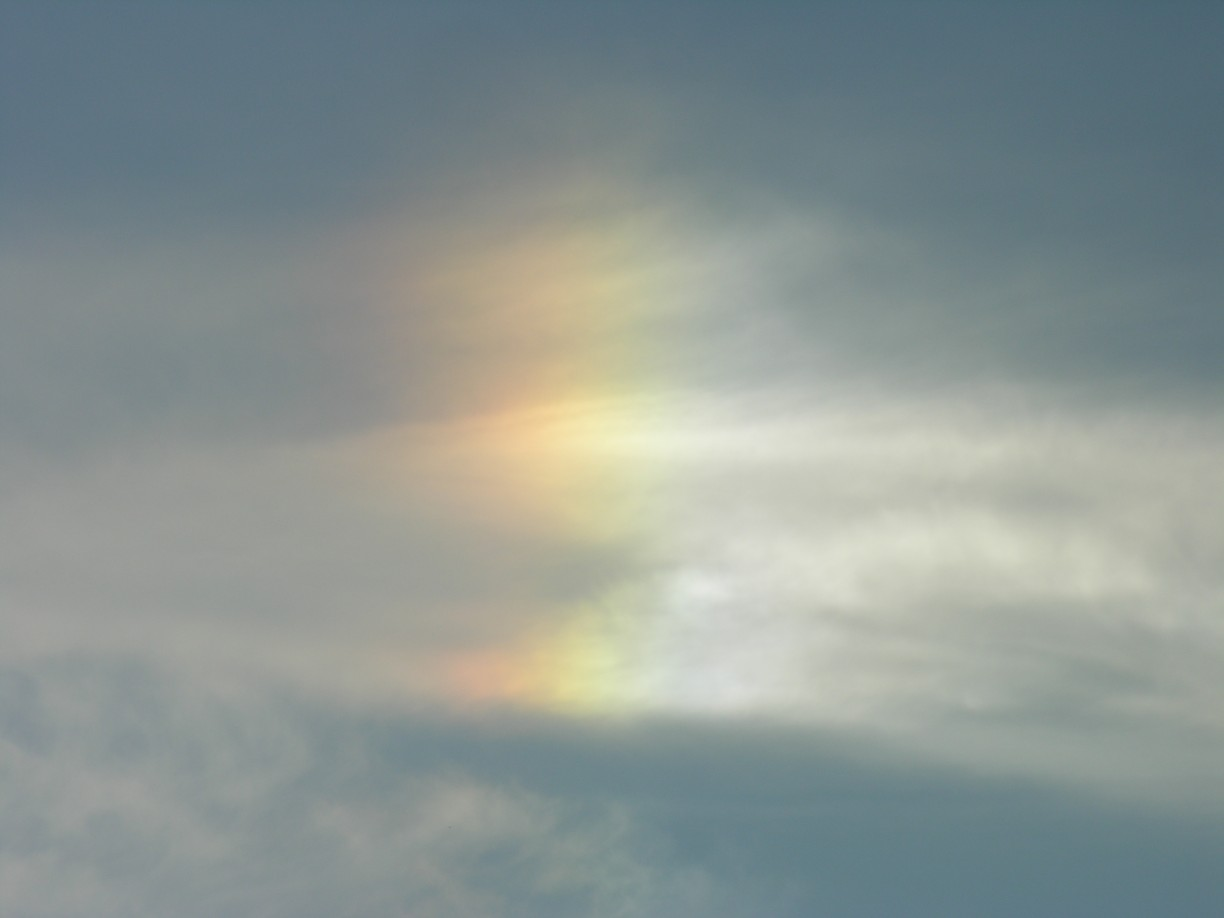
Parhélie et segment de halo.
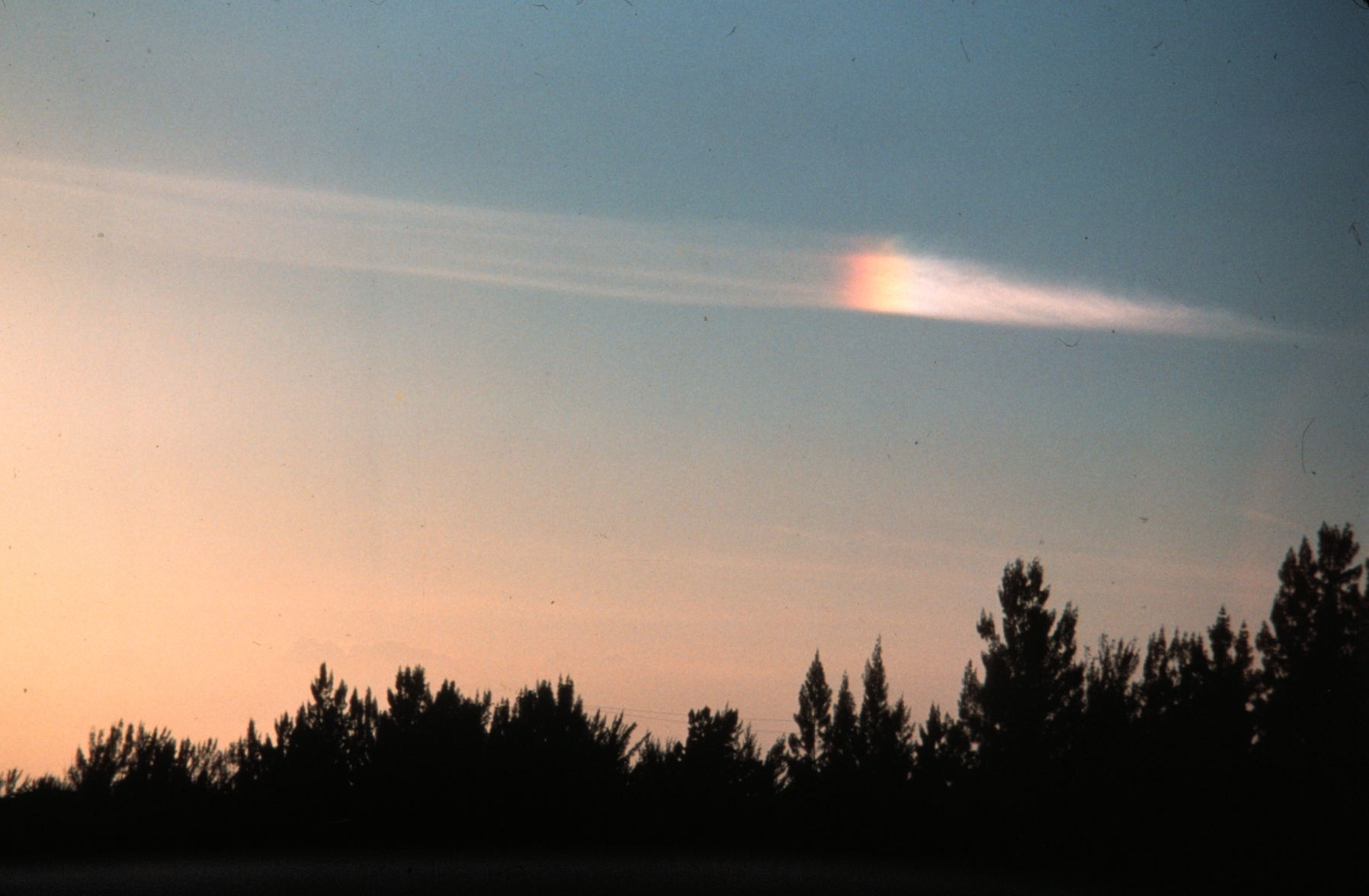
Parhélie créé par une trainée de condensation.
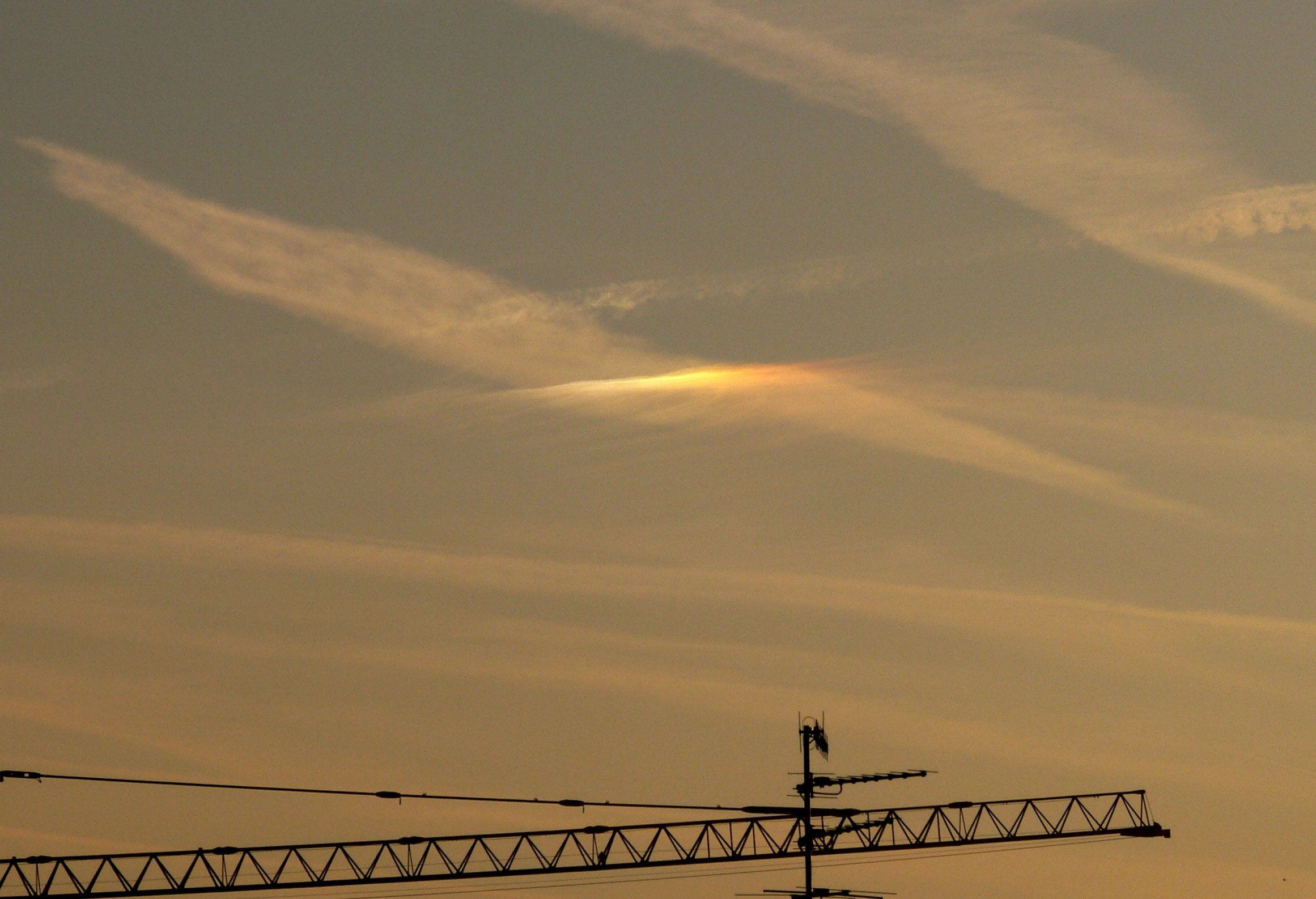
Parhélie créé par une trainée de condensation.

## Parasélène

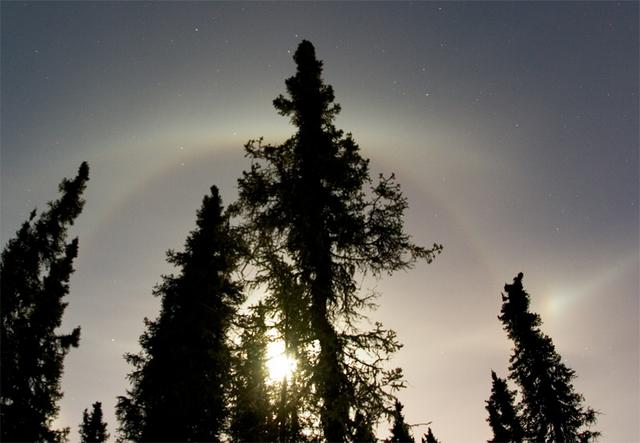
Halo lunaire et parasélène.

Il existe un phénomène nocturne identique concernant la Lune, plus rarement observé, qui porte le nom de parasélène (nom féminin ou masculin), du grec ancien παρά [para], « auprès » et σελήνη [selếnê], « Lune ».

## Témoignages historiques

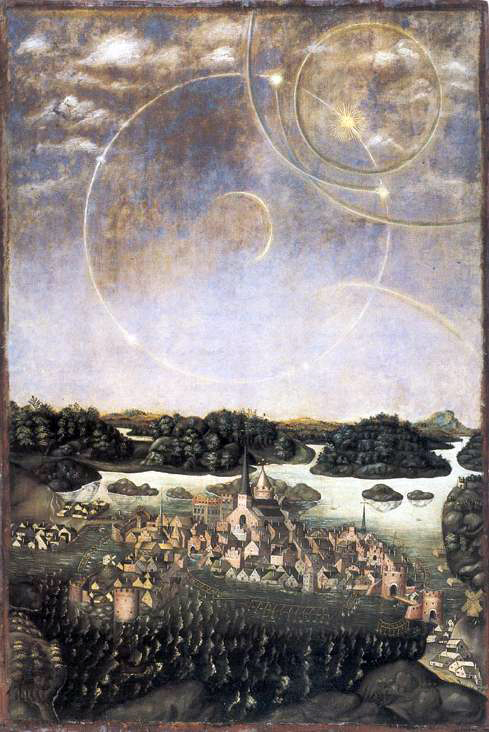
Vädersolstavlan, peinture suédoise du XVIIe siècle relatant un évènement de 1535.

Les parhélies sont documentés depuis l'Antiquité :
- En -300, le philosophe Théophraste publie Des signes du temps[13], premier ouvrage de prévisions météorologiques en Europe, dont subsistent 57 fragments ; dans le fragment 29, Théophraste dit du parhélie qu'il est un indicateur de pluie ou de vents, quel que soit le quartier visible[14].
- Le Livre des prodiges[15] décrit le Soleil comme flanqué de chaque côté, à 22° de distance angulaire et à la même hauteur, de deux faux-Soleils aussi intenses que le Soleil lui-même[16]. On y lit également :
- En -122 : « En Gaule, on vit trois soleils et trois lunes » (In Gallia tres soles et tres lunæ visæ][15].
- En -44 : « Trois soleils resplendirent à la fois, et le plus bas des trois parut entouré d’une couronne d’épis, qui jeta la plus vive clarté » (Soles tres fulserunt, circaque solem imum corona spiceæ similis in orbem emicuit)[15].
- En -42 : « il parut, vers la troisième heure du jour, trois soleils qui, se réunissant bientôt, n’offrirent plus qu’un seul disque » (Soles tres circiter hora tertia diei visi, mox in unum orbem contracti)[15].
- En 129, l'observation d'un parhélie inquiète le Sénat romain, qui fait consulter les Livres sibyllins, pour déterminer les rites expiatoires à accomplir.
- Un parasélène de cinq Lunes fut observé en 1203 (il fut rattaché à l’assassinat d’Arthur 1er de Bretagne par son oncle Jean sans Terre)[16].
- En 1514 fut observé un parhélie de trois Soleils qui fut rattaché à la mort d’Anne de Bretagne[16].
- En 1534 un parhélie est observé à Stockholm (image de gauche ci-dessous). Peut-être ce dernier parhélie est-il cependant celui de la peinture ci-à-droite, daté de 1535.

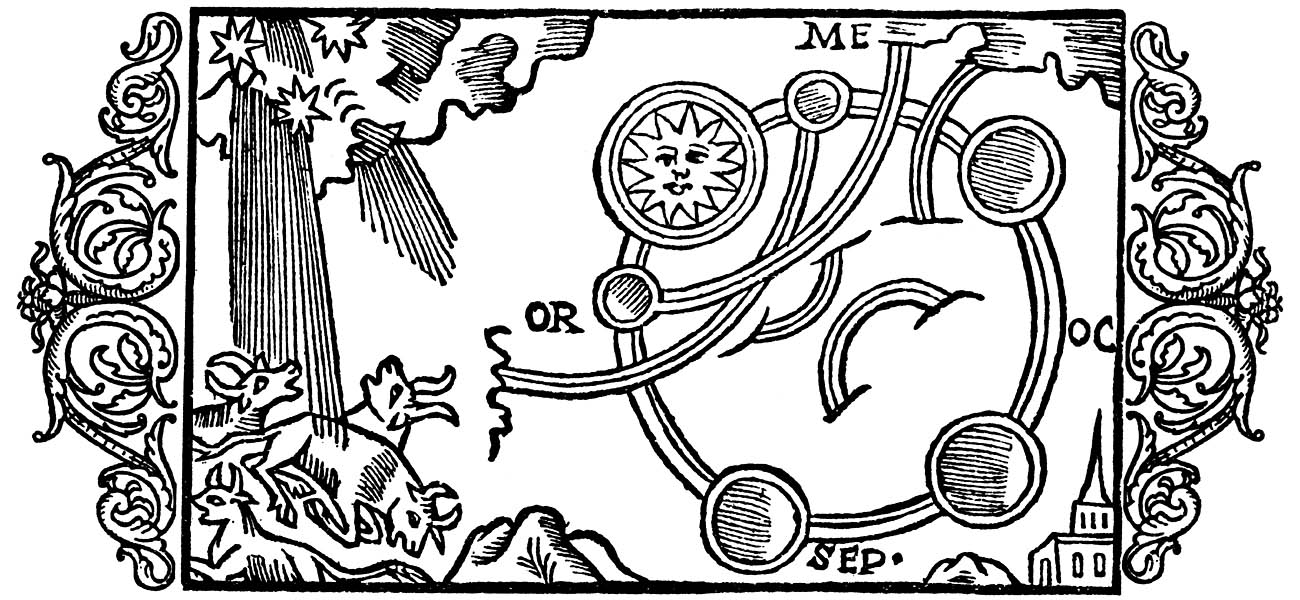
Parhélie dessiné par Olaus Magnus en 1555

- Lors de son expédition à bord de la Licorne qui quitta Copenhague en 1619, le capitaine Jens Munk observe un parhélie[18]
- Le parhélie de cinq Soleils du 24 janvier 1629 à Rome resta dans les mémoires[16].

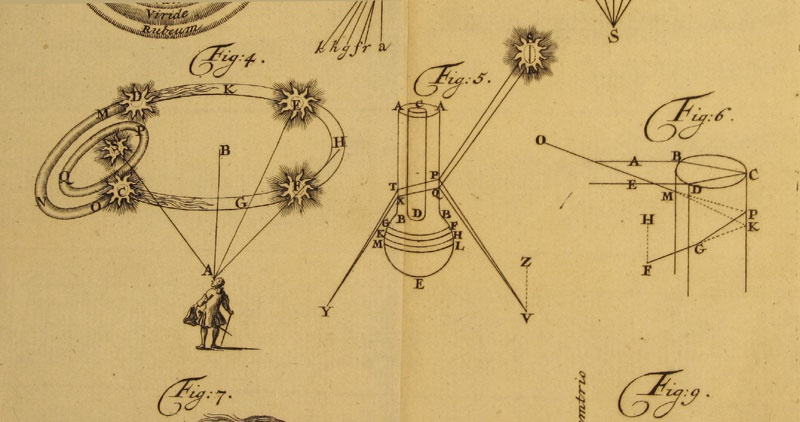
Cercle parhélique dessiné par Pieter van Musschenbroek (1748).

Pierre Gassendi écrit en 1635 : 

« Or ce qu'il y eust de considerable, ce fust un espece de parhelie qui y parust tout au niveau et de la mesme hauteur que le Soleil durant plus de demie heure. Tout le reste de la coronne, qui prenoit de haut en bas par le midy ou à main gauche, ainsy que j'ay dict, imperceptible, mais eu cet endroict là c'estoit comme un nceud avec les coleurs de la coronne très vives en telle sorte que qui n'eust point veu le vray Soleil à main droicte, il eust pris d'abord ce parhelie pour le soleil mesme, mais paroissant à travers des nuages qui l'eussent rendeu sombre et un peu rougeastre. »

- En 1662 ou 1663, Christian Huygens rédigea un Traité des couronnes et des parhélies.
- Le 25 août 1988 fut observé un parhélie de trois Soleils dont les deux faux Soleils présentaient la même netteté de contour et une intensité presque identique à celle du vrai soleil (l’un à 2 % près, l’autre à 10 %). Selon Yvon Georgelin, astronome à l’observatoire de Marseille, « pour un observateur apercevant un seul de ces faux Soleils entre deux immeubles élevés, il était totalement impossible de le distinguer du vrai, les astronomes professionnels furent un bref instant pris au piège avant de voir l’ensemble du phénomène : le vrai Soleil encadré de deux de ses images[16]. »

## Au cinéma
- Un parhélie apparait au début du film Bagdad Café, puis à plusieurs autres fois en flash-back et en peinture : ce thème deviendra un élément important dans la relation unissant Jasmine à Rudy.
- Le phénomène apparaît également au début de Voyage au bout de l'enfer. Un personnage, joué par l'acteur Robert De Niro, le décrit comme « une vieille légende indienne ».